# Трамбулл (Небраска)
Трамбулл (англ. Trumbull) — селище (англ. village) в США, в округах Клей і Адамс штату Небраска. Населення — 194 особи (2020).

## Географія
Трамбулл розташований за координатами 40°40′48″ пн. ш. 98°16′24″ зх. д. / 40.68000° пн. ш. 98.27333° зх. д. (40.680040, -98.273454).  За даними Бюро перепису населення США в 2010 році селище мало площу 1,12 км², з яких 1,12 км² — суходіл та 0,00 км² — водойми.

## Демографія
Згідно з переписом 2010 року, у селищі мешкало 205 осіб у 74 домогосподарствах у складі 59 родин. Густота населення становила 183 особи/км².  Було 83 помешкання (74/км²).
Расовий склад населення:
| - 94,6 % — білих - 0,5 % — чорних або афроамериканців - 2,9 % — осіб інших рас |

До двох чи більше рас належало 2,0 %. Частка іспаномовних становила 4,4 % від усіх жителів.
За віковим діапазоном населення розподілялося таким чином: 32,2 % — особи молодші 18 років, 53,2 % — особи у віці 18—64 років, 14,6 % — особи у віці 65 років та старші. Медіана віку мешканця становила 35,8 року. На 100 осіб жіночої статі у селищі припадало 93,4 чоловіків;  на 100 жінок у віці від 18 років та старших — 110,6 чоловіків також старших 18 років.
Середній дохід на одне домашнє господарство  становив 61 928 доларів США (медіана — 48 750), а середній дохід на одну сім'ю — 65 676 доларів (медіана — 49 821). Медіана доходів становила 35 000 доларів для чоловіків та 23 542 долари для жінок. За межею бідності перебувало 7,0 % осіб, у тому числі 5,3 % дітей у віці до 18 років та 0,0 % осіб у віці 65 років та старших.
Цивільне працевлаштоване населення становило 108 осіб. Основні галузі зайнятості: виробництво — 20,4 %, освіта, охорона здоров'я та соціальна допомога — 13,9 %, транспорт — 13,0 %.